# روبرت لويس مورغان
روبرت لويس مورغان (بالإنجليزية: Robert Lewis Morgan)‏ هو سياسي أمريكي، ولد في 5 يناير 1952. انتخب عضو جمعية نيوجيرسي العامة.